# Markham (Texas)
Pour les articles homonymes, voir Markham (homonymie).
Markham est une census-designated place située dans le comté de Matagorda, dans l’État du Texas, aux États-Unis. Sa population s’élevait à 1 082 habitants lors du recensement de 2010.